# Kurt Lamm
Kurt Olof Lamm, född den 12 december 1883 i Stockholm, död där den 31 januari 1947, var en svensk jurist. Han var son till Herman Lamm.
Lamm avlade juris kandidatexamen i Uppsala 1908 och promoverades till juris doktor där 1918. Han var docent vid Uppsala universitet 1911–1920. Lamm blev assessor i Svea hovrätt 1920, hovrättsråd där 1928 och divisionsordförande 1943. Han publicerade Bidrag till läran om enkla bolag och handelsbolag (1911), Citering eller plagiat (1914) och Inteckning för fordran i fast egendom (1918). Lamm blev riddare av Nordstjärneorden 1931 och kommendör av andra klassen av samma orden 1940.